# フラエティ島

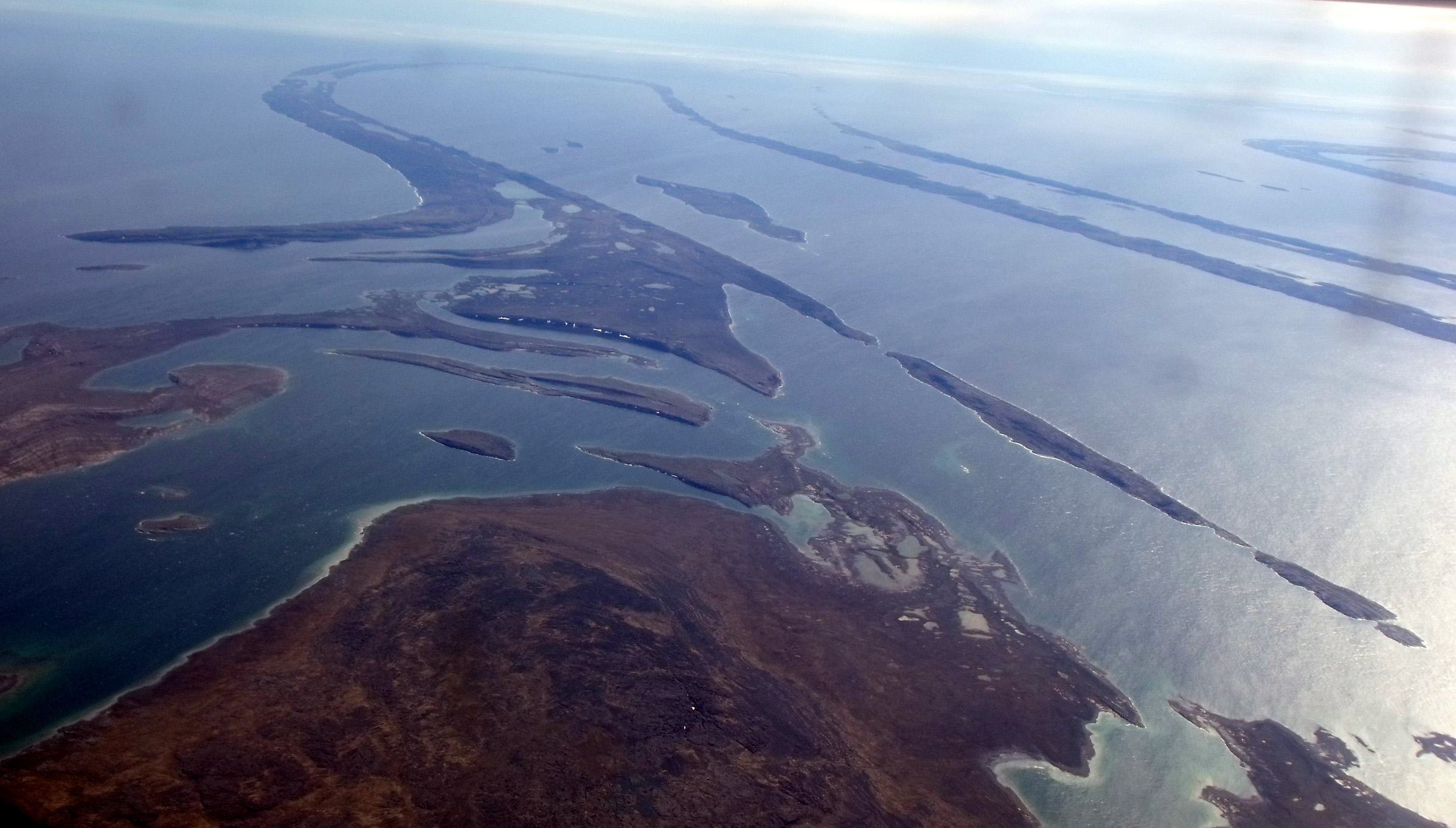
フラエティ島の航空写真。南の方角を望む。

フラエティ島（英: Flaherty Island）は、ベルチャー諸島において最大の島である。ハドソン湾内に位置し、カナダのヌナブト準州、クィキクタアルク地域に属する。
北岸にイヌイットの集落であるサニキルーアクがある。サニキルーアクは、ヌナブト準州における最南の集落である。
映像人類学者のロバート・フラハティにちなんで名付けられた。